# Djermouk
Pour l’article homonyme, voir Jermuk (boisson).
Djermouk, ou Djermuk ou encore Jermuk (en arménien Ջերմուկ), est une ville d'Arménie située dans le marz de Vayots Dzor. Elle se trouve à 173 km d'Erevan.

## Présentation
La ville, comprenant également la localité de Kechut et comptant 6 267 habitants en 2008, est perchée à 2 070 mètres d'altitude. Elle se trouve à la source de la rivière Arpa, dont la source proche de la ville est une résurgence, et qui coule en canyon à l'entrée de Djermouk. La chaîne de montagne du Zanguezour commence ici.
La ville est réputée pour sa station de cure thermale et a donné son nom à une eau minérale, la Jermuk.

## Démographie
Depuis 1959, l'évolution démographique de Djermouk a été la suivante :
| 1959  | 1968  | 1980  | 1989  | 2001  | 2004  |
| ----- | ----- | ----- | ----- | ----- | ----- |
| 2 063 | 3 700 | 5 492 | 9 014 | 5 394 | 6 400 |

| 2015  | - | - | - | - | - |
| ----- | - | - | - | - | - |
| 4 400 | - | - | - | - | - |

| Histogramme de l'évolution démographique de Djermouk                                                                                        |       |
| \| 1959 \| 2 063 \| \| 1968 \| 3 700 \| \| 1980 \| 5 492 \| \| 1989 \| 9 014 \| \| 2001 \| 5 394 \| \| 2004 \| 6 400 \| \| 2015 \| 4 400 \| |       |
| 1959 | 2 063 |
| 1968 | 3 700 |
| 1980 | 5 492 |
| 1989 | 9 014 |
| 2001 | 5 394 |
| 2004 | 6 400 |
| 2015 | 4 400 |

## Galerie

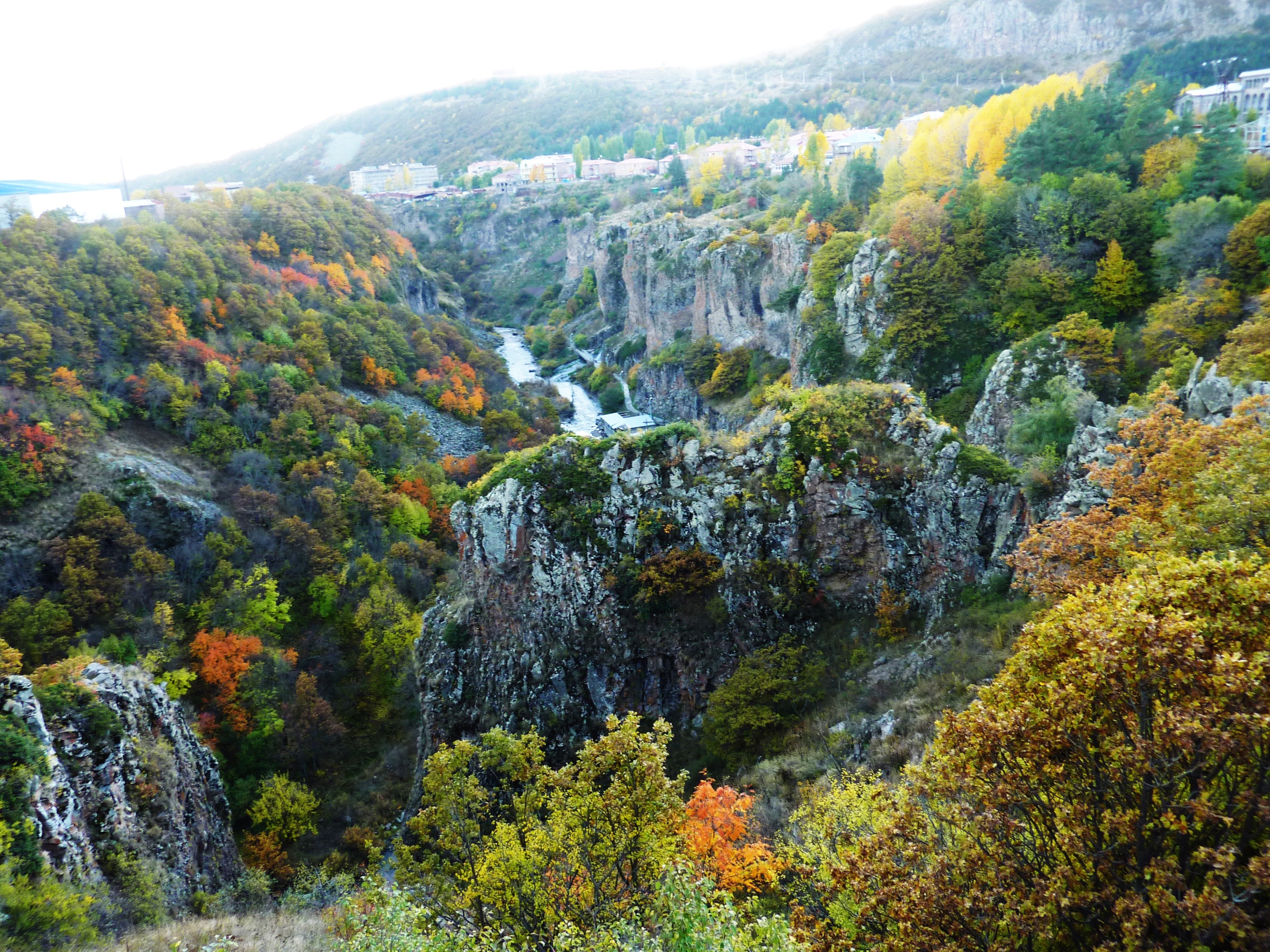
Le canyon de l'Arpa à Djermouk.
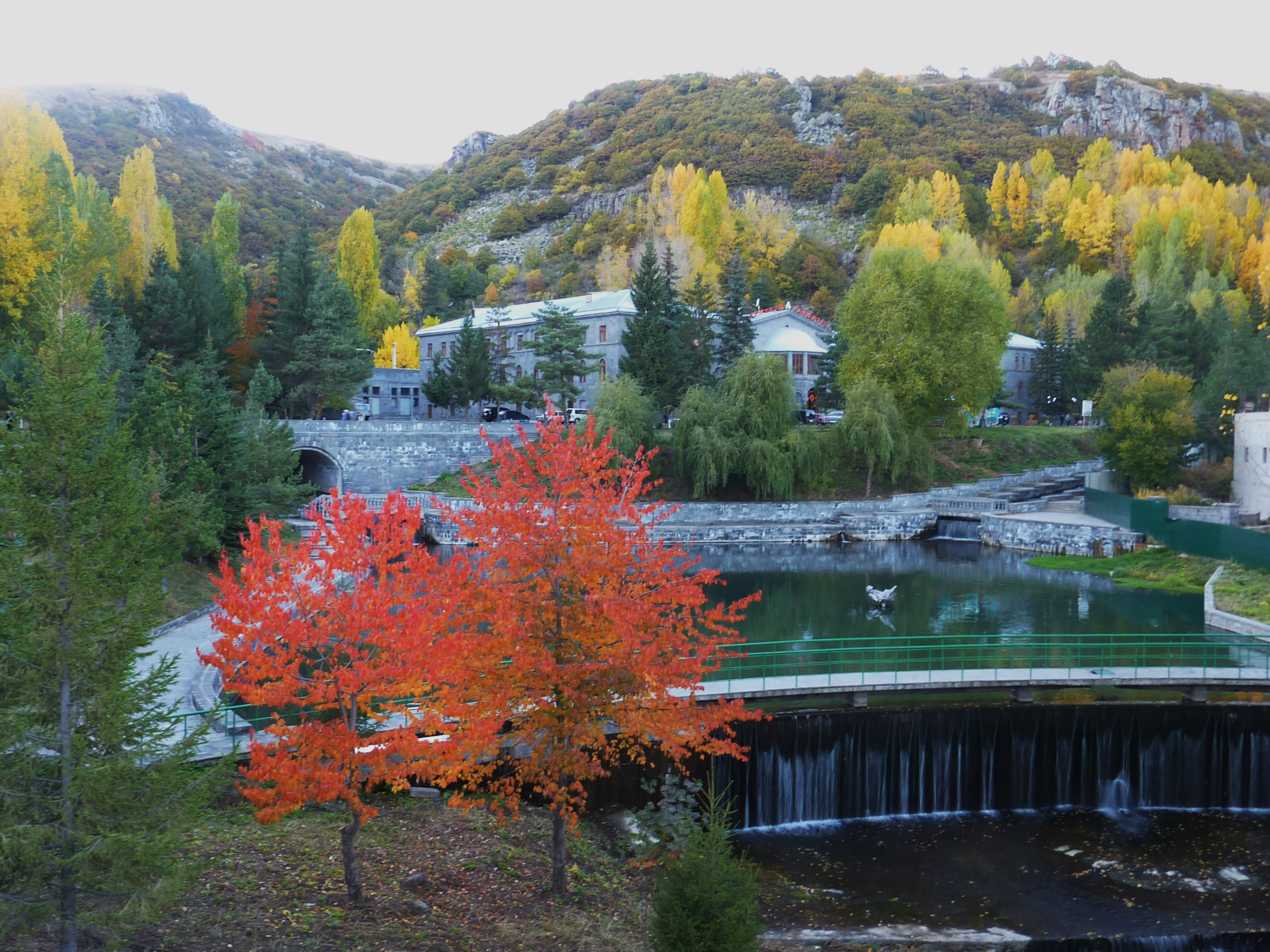
La station thermale de Djermouk.
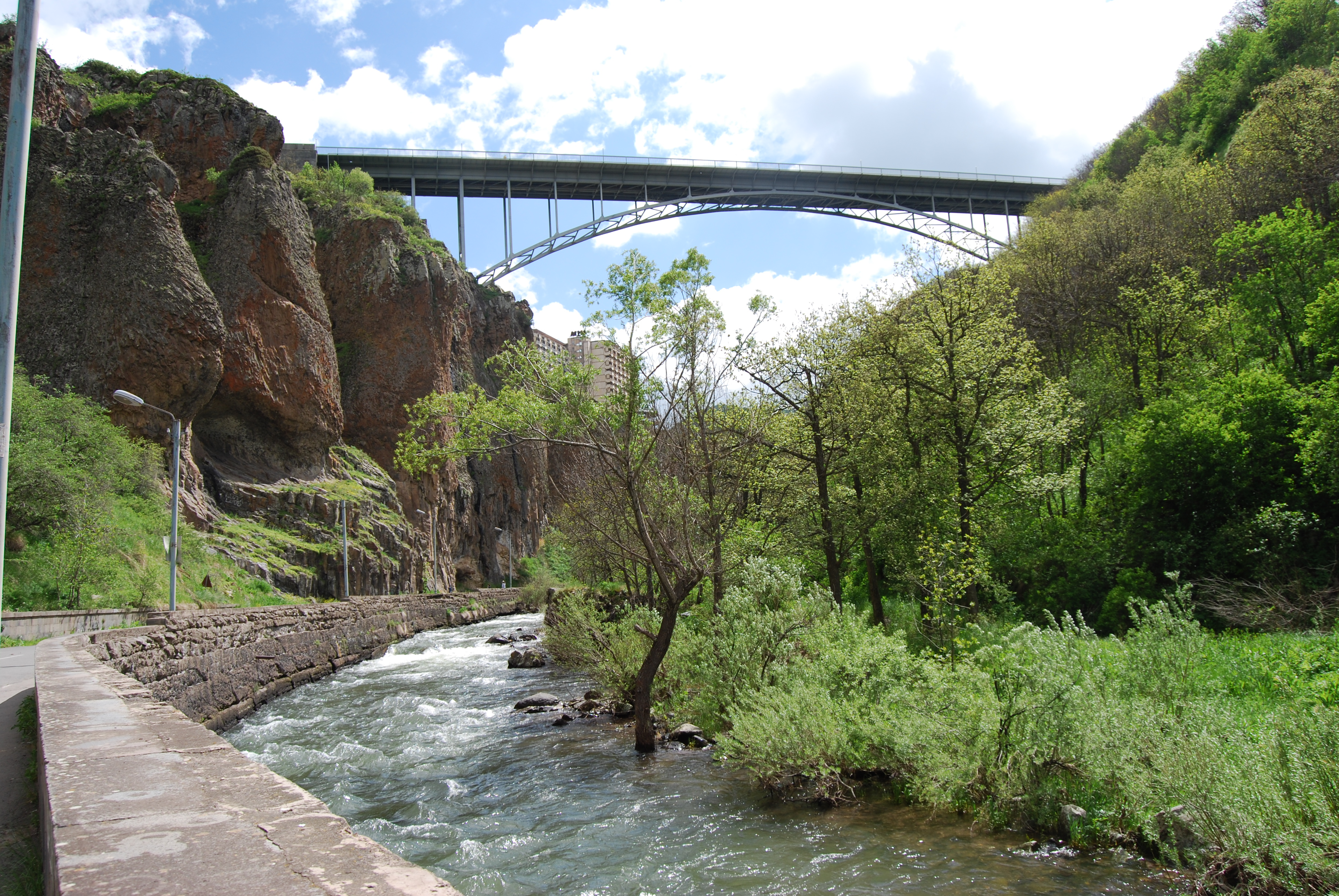
Le pont de Djermouk.

Réservoir de Kechut. Octobre 2016.

## Littérature
Du 19 au 28 octobre 2011, la station thermale de la ville accueille l'« Arche littéraire 2011 » (Grakan tapan). Le ministère de la culture du gouvernement arménien organise une rencontre internationale d'écrivains contemporains dont Herbert Maurer (Autriche), Geert van Istendael et Filip van Zandycke (Belgique), Peeter Sauter et Vahur Afanasjev (Estonie), Arlette van Laar et Serge van Duijnhoven (Hollande), Claudio Pozzani (Italie), Leo Butnaru (Moldavie), Jacek Pacocha (Pologne), Swantje Lichtenstein, Christiane Lange (Allemagne) ainsi que Serge Venturini (France).

## Jumelages
| Ville | Ville         | Pays | Pays   |
| ----- | ------------- | ---- | ------ |
|       | Saint-Raphaël |      | France |